# Nation Europa
Nation Europa (från 1990 Nation und Europa) var en månatlig tidskrift grundad 1951 av ledande personer inom Malmörörelsen. Tidskriften var baserad i Coburg fram till dess att den lades ned 2009. Ursprungligen var den tidigare SS-officeren Arthur Erhardt chefredaktör, men han ersattes vid sin död 1971 av Peter Dehoust.

## Skribenter i urval
- Per Engdahl
- Jean-Marie Le Pen
- Franz Schönhuber
- Alain de Benoist
- Henning Eichberg